# 태펀지교

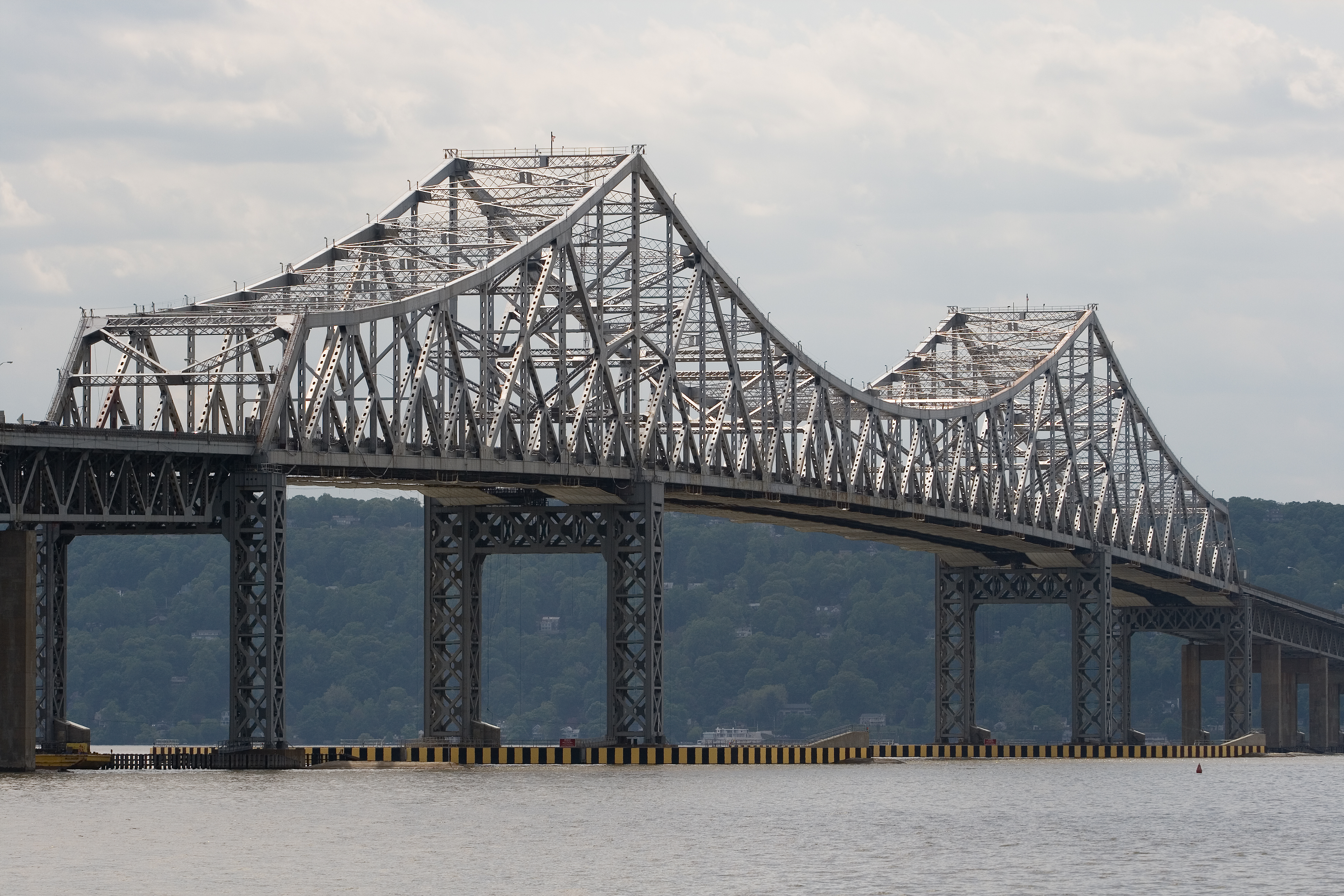
태펀지 교

태펀지 교(Tappan Zee Bridge)는 허드슨강의 다리로, 로클랜드 군과 웨스트체스터 군을 연결하는 교통의 중심이다. 이름의 유래는 이 땅을 일찍이 총괄하고 있던 인디언의 Tappan이라는 인물 이름과 네덜란드어로 바다를 의미하는 Zee를 연결 한 것이다.
길이는 4,880 m. 철교 부분은 369m로, 해수면에서의 높이가 42 m. 1952년에 공사가 시작되어 1955년 12월 15일 개통했다. 1994년, 이 다리는 The Governor Malcolm Wilson Tappan Zee Bridge로 개명되었다. 이 다리는 뉴욕 스테이트 스루웨이의 일부로 기능하고있다. 그리고 고속도로 87, 287 모두 연결되어있다. 다리 자체는 7차선의 자동차 전용 도로이다. 중간 차선은 콘크리트 블록이 이동할 수 있도록 되어 있고, 시간에 따라 차선 수가 변경되어있다. 따라서 정체의 완화를 도모하고있다.